# Матчи претендентов по международным шашкам 1995/96
Матчи претендентов по международным шашкам, по результатам которых определился соперник действующего чемпиона мира Гунтиса Валнериса в матче за чемпионское звание, были проведены под эгидой ФМЖД в 1995—1996 годах. Соревнование проводилось в четыре этапа. В ходе первых трёх этапов, проходивших под общим официальным названием «Гроссмейстеры 95», восемь гроссмейстеров в матчах по олимпийской системе выявили победителя (Александра Балякина), который на четвёртом этапе получил право на кандидатский матч с экс-чемпионом мира российским гроссмейстером Алексеем Чижовым. В кандидатском матче Чижов одержал победу и получил право на матч за звание чемпиона мира, который состоялся в 1996 году.
|  | Четвертьфиналы             | Четвертьфиналы                  |                                      |        | Полуфиналы | Полуфиналы |  |  | Финал | Финал |
|  |                            |                                 |                                      |        |            |            |  |  |       |       |
|  | Влиланд, 29.05 — 6.06.1995 |                                 |                                      |        |            |            |  |  |       |       |
|  |                            |                                 |                                      |        |            |            |  |  |       |       |
|  | Вирсма, Харм               | 11                              |                                      |        |            |            |  |  |       |       |
|  | Вирсма, Харм               | 11                              | Минск, Франекер, 3 — 17.08.1995      |        |            |            |  |  |       |       |
|  | Балякин, Александр         | 13                              |                                      |        |            |            |  |  |       |       |
|  | Балякин, Александр         | 13                              | Балякин, Александр                   | 14     |            |            |  |  |       |       |
|  | Влиланд, 29.05 — 4.06.1995 |                                 | Балякин, Александр                   | 14     |            |            |  |  |       |       |
|  |                            | Ба, Басиру                      | 10                                   |        |            |            |  |  |       |       |
|  | Ба, Басиру                 | Ба, Басиру                      | 10                                   | 7      |            |            |  |  |       |       |
|  | Ба, Басиру                 |                                 | Якутск, Неймеген, 10.10 — 10.11.1995 | 7      |            |            |  |  |       |       |
|  | Клерк, Роб                 | 5                               |                                      |        |            |            |  |  |       |       |
|  | Клерк, Роб                 | 5                               | Балякин, Александр                   | 3 сета |            |            |  |  |       |       |
|  | Влиланд, 29.05 — 4.06.1995 |                                 | Балякин, Александр                   | 3 сета |            |            |  |  |       |       |
|  |                            | Шварцман, Александр             | 2 сета                               |        |            |            |  |  |       |       |
|  | Н'Диайе, Макоду            | Шварцман, Александр             | 2 сета                               | 3      |            |            |  |  |       |       |
|  | Н'Диайе, Макоду            | Минск, Франекер, 3 — 17.08.1995 |                                      | 3      |            |            |  |  |       |       |
|  | Шварцман, Александр        | 9                               |                                      |        |            |            |  |  |       |       |
|  | Шварцман, Александр        | 9                               | Шварцман, Александр                  | 15     |            |            |  |  |       |       |
|  | Влиланд, 29.05 — 6.06.1995 |                                 | Шварцман, Александр                  | 15     |            |            |  |  |       |       |
|  |                            | Гантварг, Анатолий              | 9                                    |        |            |            |  |  |       |       |
|  | Сейбрандс, Тон             | Гантварг, Анатолий              | 9                                    | 12     |            |            |  |  |       |       |
|  | Сейбрандс, Тон             |                                 |                                      | 12     |            |            |  |  |       |       |
|  | Гантварг, Анатолий         | 12                              |                                      |        |            |            |  |  |       |       |
|  | Гантварг, Анатолий         | 12                              |                                      |        |            |            |  |  |       |       |
|  |                            |                                 |                                      |        |            |            |  |  |       |       |
|  |                            |                                 |                                      |        |            |            |  |  |       |       |

КАНДИДАТСКИЙ МАТЧ (Красноярск, Херенвен, 16.12.1995 - 11.01.1996)
| Чижов, Алексей     | 3 сета  |
| Балякин, Александр | 0 сетов |

## Участники
По условиям проведения чемпионата мира 1994 года в Гааге экс-чемпион мира Алексей Чижов не получил право на матч-реванш, но получил право на кандидатский матч с победителем отбора из восьми претендентов. Восемь претендентов были отобраны по результатам чемпионата мира в Гааге. Ими должны были стать в порядке занятых мест Харм Вирсма (Нидерланды), Александр Балякин (Белоруссия), Макоду Н'Диайе (Сенегал), Александр Шварцман (Россия), Басиру Ба (Сенегал), Исер Куперман (США), Анатолий Гантварг (Белоруссия) и Роб Клерк (Нидерланды). 73-летний Куперман по состоянию здоровья от участия в соревновании отказался и был заменён Тоном Сейбрандсом (Нидерланды), который в чемпионате в Гааге не играл, но занимал в то время первую строчку в рейтинге ФМЖД. Куперман в дальнейшем присутствовал на четвертьфинальных матчах в качестве комментатора. Разбивка участников на пары вызвала длительные споры и в итоге была осуществлена при помощи жеребьёвки, проведённой по сложной процедуре.

## Четвертьфинальные матчи
Четвертьфинальные матчи проводились во Влиланде (Нидерланды) с 29 мая по 6 июня 1995 года на большинство из шести партий с классическим контролем времени. При равенстве в счёте назначались три дополнительные партии с контролем времени один час каждому игроку на всю партию. Если и они не выявляли победителя, то назначались еще три дополнительных партии с контролем времени 30 минут каждому игроку на всю партию и условием "внезапной смерти", по которому матч прекращался после первой результативной партии. Если и они не выявляли победителя, то полуфиналист должен был определиться в блице. Последний вариант был близок к реализации в матче Гантварга с Сейбрандсом, все двенадцать партий которого закончились вничью. Но соперники вместо блица предпочли определить полуфиналиста жребием, выведшим в следующий этап Анатолия Гантварга. В матче Вирсмы с Балякиным победу Балякину принесла последняя двенадцатая партия. Предыдущие одиннадцать партий матча закончились вничью. В остальных двух матчах для выявления победителя хватило шести партий с классическим контролем. Басиру Ба в третьей партии матча белыми переиграл Клерка и победил в матче со счётом +1 =5. Шварцман в матче с Н'Диайе выиграл 4-ю, 5-ю и 6-ю партии и победил в матче с общим счётом +3 =3.

## Полуфинальные матчи
Полуфинальные матчи проводились на большинство из двенадцати партий с классическим контролем времени. При этом первая половина матчей проводилась с 3 по 9 августа 1995 года в Минске (Белоруссия), а последние шесть партий игрались с 12 по 17 августа 1995 года во Франекере (Нидерланды). Балякин в своём матче с Басиру Ба переиграл соперника в третьей и седьмой партиях и победил в матче с общим счётом +2 =10. Александр Шварцман выиграл у Гантварга пятую, девятую и десятую партии и победил в матче с общим счётом +3 =9.

## Финал
Первая половина финального матча между Александром Балякиным и Александром Шварцманом проводилась с 10 по 17 октября 1995 года в Якутске (Россия), а вторая — с 1 по 10 ноября 1995 года в Неймегене (Нидерланды). Матч игрался на большинство из четырёх сетов по три партии с классическим контролем каждый. В случае если сет заканчивался вничью, назначался тай-брейк из трёх партий в рапид с контролем времени 30 минут каждому на партию, а если и он заканчивался вничью, назначался тай-брейк в блиц по 10 минут каждому на партию с условием «внезапной смерти». В первом сете единственной результативной стала третья партия, которую выиграл Балякин. Во втором сете вничью закончились и три партии с классическим контролем времени, и три партии рапида. Первую же партию в блиц выиграл Шварцман. В третьем сете результативной стала первая партия с классическим контролем времени, которую выиграл Балякин. В четвёртом сете вничью закончились три партии в «классику», три партии в рапид и две первые партии в блиц. Третью партию в блиц выиграл Шварцман. Счёт по сетам стал 2-2, и был назначен тай-брейк в рапид. Сначала игрались три партии с контролем времени один час каждому игроку на партию. После того, как они закончились вничью, были сыграны ещё три партии с контролем времени по 30 минут каждому на партию. Они также завершились вничью. Таким образом, возникла ситуация, в которой судьбу матча, в котором в партиях с классическим контролем времени счёт был +2 =10 в пользу Балякина, должна была решить одна партия в блиц, что продемонстрировало определённые странности в системе проведения матча. Совсем до абсурда не дошло, так как первую же партию блица, а с ней и весь матч, выиграл Балякин.

## Кандидатский матч Чижов - Балякин
Матч Алексея Чижова с Александром Балякиным игрался на большинство из пяти сетов по три партии с классическим контролем в каждом. Первые два сета игрались с 16 по 24 декабря 1995 года в Красноярске (Россия), три следующих сета должны были играться в разных городах Нидерландов, но в итоге состоялся только третий сет, который был сыгран с 8 по 11 января 1996 года в Херенвене. При ничьей в сете после партий с классическим контролем времени назначался тай-брейк сначала из трёх партий с контролем времени 30 минут каждому игроку на партию, а затем блиц по 10 минут каждому на партию. Все девять партий матча с классическим контролем времени закончились вничью. В первом сете первой результативной партией стала выигранная Чижовым третья партия в блиц. А как во втором, так и в третьем сетах результативной оказалась третья партия в рапид, в обоих случаях выигранная Чижовым. Таким образом, Чижов выиграл матч по сетам со счётом 3:0.